# Shutter Island
Shutter Island is een Amerikaanse mysteryfilm uit 2010 die geregisseerd werd door Martin Scorsese. Het is een verfilming van de gelijknamige roman van auteur Dennis Lehane. De hoofdrollen worden vertolkt door Leonardo DiCaprio, Mark Ruffalo en Ben Kingsley.

## Verhaal
In 1954 gaat Teddy Daniels, een U.S. Marshal, op zoek naar Rachel Solando, een moordenares die ontsnapt is uit een instelling voor geesteszieke criminelen. De instelling bevindt zich op een afgelegen eiland langs de kust van Boston. Teddy krijgt tijdens zijn zoektocht de steun van een nieuwe partner: Chuck Aule. Teddy vermoedt dat er lobotomie wordt uitgevoerd op de meeste gestoorde patiënten, waaronder brandstichter Andrew Laeddis, de moordenaar van zijn vrouw Dolores. Teddy stuit tijdens zijn onderzoek op heel wat problemen. Zo willen de psychiaters John Cawley en Jeremiah Naehring niet voldoende meewerken.
Teddy krijgt ondertussen steeds meer last van hoofdpijn en nachtmerries. Hij ziet Dolores voortdurend opduiken en beleeft flashbacks naar de Tweede Wereldoorlog. De instelling roept bij hem de herinnering op aan het concentratiekamp uit Dachau, waar hij tijdens de oorlog joden heeft bevrijd. Vervolgens vindt hij Solando en zij overtuigt hem ervan dat ze niet geestesziek is, maar juist een psychiater was in de instelling en gek is verklaard nadat ze ontdekte dat er onmenselijke experimenten worden gedaan op patiënten. Ook beweert ze dat Teddy door Cawley wordt gedrogeerd met antipsychotica, en dat zijn nachtmerries daar een gevolg van zijn.
Teddy probeert zich sterk te houden en gaat op zoek naar Chuck, die plots verdwenen is. Hij vermoedt dat de psychiaters experimenten gaan uitvoeren op Chuck en hij doet er alles aan om dat te voorkomen. Hij begeeft zich naar de vuurtoren van het eiland, waar hij Cawley ontmoet. De psychiater vertelt Teddy dat hij een geesteszieke patiënt is. Maar Solando had hem reeds gewaarschuwd dat dat zou gebeuren en hij speelt het spel mee. Wanneer Chuck vervolgens binnenwandelt en hem vertelt dat ook hij een psychiater uit de instelling is, krijgt Teddy te horen dat hij zijn eigen vrouw vermoord heeft en dat hij al enkele jaren als patiënt in de instelling verblijft. Hij verneemt dat zijn eigen naam Edward "Teddy" Daniels een anagram is van Andrew Laeddis, en dat de naam van zijn vrouw Dolores Chanal een anagram is van Rachel Solando.
In een flashback is te zien hoe Teddy thuiskomt en zijn vrouw aantreft die zojuist hun kinderen heeft verdronken in het meer achter hun huis. Daarop schiet hij zijn vrouw dood, waarmee hij in één dag zijn hele gezin verliest. Hij draait door en wordt naar Shutter Island gestuurd. Hij blijft daar ontkennen wat er is gebeurd en creëert op het eiland een fantasiewereld waarin hij nog steeds een U.S. Marshal is. Cawley is blij dat Teddy eindelijk de waarheid erkent.
Op een dag zit Teddy in de tuin van de inrichting. Wanneer zijn begeleidend psychiater eraan komt, noemt Teddy hem opnieuw Chuck, wat doet vermoeden dat hij weer is afgedaald in zijn fantasiewereld. De psychiaters concluderen dat hij de werkelijkheid opnieuw ontkent en dat enkel lobotomie nog kan helpen. Maar dan zegt Teddy zijn laatste woorden aan Chuck, waardoor het lijkt alsof hij bewust voor lobotomie kiest.

## Rolverdeling
| Acteur             | Personage              |
| ------------------ | ---------------------- |
| Leonardo DiCaprio  | Edward "Teddy" Daniels |
| Mark Ruffalo       | Chuck Aule             |
| Ben Kingsley       | Dr. John Cawley        |
| Max von Sydow      | Dr. Jeremiah Naehring  |
| Michelle Williams  | Dolores Chanal         |
| Emily Mortimer     | Rachel Solando         |
| Patricia Clarkson  | Dr. Rachel Solando     |
| Jackie Earle Haley | George Noyce           |
| Ted Levine         | hoofdbewaker           |
| John Carroll Lynch | bewaker McPherson      |
| Elias Koteas       | Andrew Laeddis         |

## Productie

### Ontwikkeling
De roman Shutter Island van auteur Dennis Lehane werd in april 2003 uitgebracht. Het eiland en de psychiatrische instelling uit het boek zijn geïnspireerd door Long Island van de Boston Harbor, dat Lehane tijdens de sneeuwstorm van 1978 had bezocht met zijn familie.
In 2003 kocht Columbia Pictures de filmrechten op het boek. Nadat de studio het boek niet verfilmde, gingen de rechten terug naar Lehane, die ze vervolgens verkocht aan producenten Bradley Fischer en Mike Medavoy van Phoenix Pictures. Laeta Kalogridis vormde het boek nadien in dienst van Fischer om tot een filmscenario. Voor Lehane was het nooit een optie dat hij zijn boek zelf zou omvormen tot een script. In oktober 2007 besloten Martin Scorsese en Leonardo DiCaprio het project te verfilmen. Tijdens de productie werd de filmtitel tijdelijk veranderd in Ashecliffe, een verwijzing naar de naam van het psychiatrisch ziekenhuis uit het verhaal. Het budget voor de film bedroeg 80 miljoen dollar.

### Casting
Voor het personage Chuck Aule werden acteurs Robert Downey jr. en Josh Brolin overwogen. De rol ging uiteindelijk naar Mark Ruffalo, die net als Ben Kingsley eind 2007 gecast werd. In december 2007 werd Michelle Williams gecast als de echtgenote van het hoofdpersonage. Twee maanden later werden ook Max Von Sydow, Jackie Earle Haley en Emily Mortimer aan de cast toegevoegd.

### Opnames
De opnames gingen op 3 maart 2008 van start en eindigden op 2 juli 2008. Er werd hoofdzakelijk gefilmd in de staat Massachusetts. In de stad Taunton werd in een verlaten textielfabriek een gedeelte van het concentratiekamp van Dachau nagebouwd voor de flashbackscènes over de Tweede Wereldoorlog. Het Medfield State Hospital werd gebruikt als locatie voor de psychiatrische instelling Ashecliffe. De sets en decors werden ontworpen door production designer Dante Ferretti en diens echtgenote Francesca Lo Schiavo. Van de vuurtoren, waar zich de climax van de film afspeelt, werd slechts het onderste gedeelte echt gebouwd. De rest van de vuurtoren werd met digitale animatie gecreëerd.
Shutter Island is de laatste productie van Scorsese die volledig op film werd opgenomen. De opnames werden gefilmd door director of photography Robert Richardson, met wie Scorsese eerder al had samengewerkt aan onder meer Casino (1995) en The Aviator (2004).

### Release en ontvangst

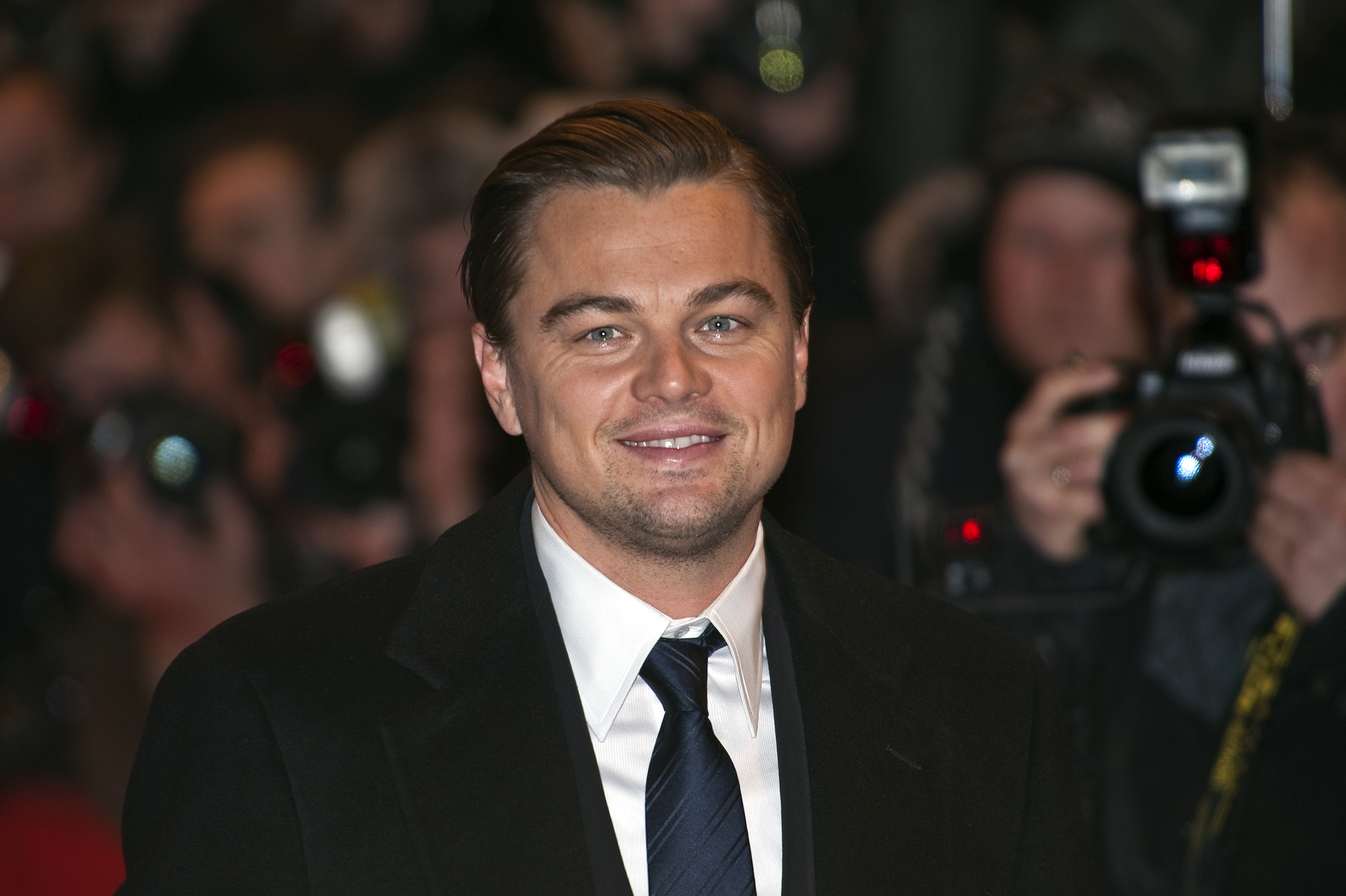
Leonardo DiCaprio tijdens de première op het internationaal filmfestival van Berlijn.

Oorspronkelijk ging Shutter Island op 2 oktober 2009 uitgebracht worden in de Verenigde Staten. Omwille van de recessie werd de release door Paramount Pictures in de loop van 2009 uitgesteld naar februari 2010. De première werd bovendien ook uitgesteld omdat hoofdrolspeler DiCaprio het te druk had om de film in het buitenland te promoten. Op 13 februari 2010 ging de film in première op het internationaal filmfestival van Berlijn. De Nederlandse en Belgische release volgden op respectievelijk 18 en 24 februari. In juni 2010 werd de film ook uitgebracht op dvd en blu-ray.
De film kreeg overwegend positieve recensies. Op Rotten Tomatoes kreeg Shutter Island een waarde van 68% en gemiddelde score van 6,6 op 10, gebaseerd op 241 recensies. Volgens Metacritic heeft de film een gemiddelde score van 63 op 100, gebaseerd op 37 recensies. De bekende filmcriticus Roger Ebert gaf de film een score van 3,5 op 4. De recensies van de invloedrijke dagbladen The Washington Post en The New York Times waren minder lovend. The Washington Post noemde de film "raar" en gaf de prent een score van 1,5 op 4. De recensent van The New York Times stoorde zich aan de vele dwaalsporen en MacGuffins en verweet de film geen doel en overtuiging te hebben. The Wall Street Journal was wel enthousiast en noemde de film een snedige en meeslepende thriller.
De film groeide uit tot een kaskraker en sleepte wereldwijd meer dan 294 miljoen dollar in de wacht. Het was daardoor de meest lucratieve film uit de carrière van Scorsese. In 2013 werd dat record verbroken door The Wolf of Wall Street, dat meer dan 300 miljoen dollar opbracht.

## Stijl en invloed
De film bevat verscheidene elementen van film noir en het horrorgenre. Daarnaast kan de film ook beschouwd worden als een eerbetoon aan het werk van regisseur Alfred Hitchcock. De film werd op zowel visueel als muzikaal vlak beïnvloed door The Trial (1962) van Orson Welles en The Shining (1980) van Stanley Kubrick.
Het personage Teddy werd volgens Scorsese grotendeels geïnspireerd door Dana Andrews' personage in Laura (1944). Verder dienden ook de low-budgetzombiefilms van producent Val Lewton uit de jaren 1940 als inspiratiebron, evenals Let There Be Light (1946), Crossfire (1947), Out of the Past (1947), The Red Shoes (1948), Key Largo (1948), The Steel Helmet (1951), Bigger Than Life (1956), The Wrong Man (1956) en Shock Corridor (1963). De hoofdplot van Shutter Island toont duidelijke overeenkomsten met de plot van The Ninth Configuration (1980) en Das Cabinet des Dr. Caligari (1920).

## Prijzen en nominaties
Een overzicht van de belangrijkste prijzen en nominaties:
| Jaar | Prijs                    | Categorie                 | Genomineerde(n)                                                 | Uitslag     |
| ---- | ------------------------ | ------------------------- | --------------------------------------------------------------- | ----------- |
| 2010 | National Board of Review | Top 10 films van het jaar | Top 10 films van het jaar                                       | Gewonnen    |
| 2010 | National Board of Review | Beste productie-ontwerp   | Dante Ferretti                                                  | Gewonnen    |
| 2010 | Satellite Awards         | Beste camerawerk          | Robert Richardson                                               | Genomineerd |
| 2010 | Satellite Awards         | Beste montage             | Thelma Schoonmaker                                              | Genomineerd |
| 2010 | Satellite Awards         | Beste productie-ontwerp   | Dante Ferretti, Max Biscoe, Robert Guerra, Christina Ann Wilson | Genomineerd |
| 2010 | Satellite Awards         | Beste geluid              | Philip Stockton, Eugene Gearty, Tom Fleischman, Petur Hliddal   | Genomineerd |
| 2011 | Empire Award             | Beste thriller            | Beste thriller                                                  | Genomineerd |